# LSAT輕機槍
LSAT輕機槍（英語：LSAT light machine gun）是一款在輕量化輕兵器技術（英語：Lightweight Small Arms Technologies，縮寫：LSAT）計劃以下所正在研製的威力強大的轻机枪。該計劃的目的是研製一挺更輕便，但非常可靠的轻机枪。該計劃於2004年聯合制式輕兵器計劃（英語：Joint Service Small Arms Program，縮寫：JSSAP）開始挑戰美國國防產業研製更輕便的輕兵器並且同時設計更輕便的彈藥的時候正式開始。該轻机枪可提供大幅減少傳統武器的重量，以及在其他領域，例如可控性和可靠性的改進機會。截至2008年，它有兩種版本，一種發射塑料彈殼埋頭式彈藥，另一種則發射LSAT无壳弹药。
在經過對發射這兩款彈藥的兩款武器技術和平台作進一步研究和開發以後，兩款衍生型當中的其中一款會被採用並且進行生產。截至2015年5月，已經通過10挺彈殼埋頭型測試武器發射了85,000發彈藥，而測試人員亦聲稱該武器已經走到盡可能遠的地方，直到陸軍決定是否要將其用作記錄計劃。

## 歷史

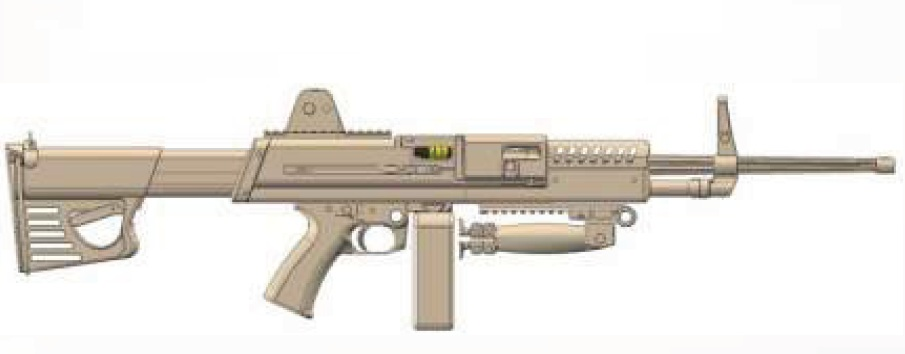
LSAT的概念圖像

LSAT的研發是從兩種類型的減重彈藥，以及一挺輕機槍開始，作為一個試驗平台和技術驗證。考慮到它比步兵步槍更大的技術上的複雜性，為此目的而使用的輕機槍是值得注意的。利用先進的计算机模拟以加快發展的方式可能會減緩其複雜性，而不太顯著的輕機槍平台上的成功在最初不那麼顯眼而受到有害而不必要的媒體所廣泛關注。為了研發，使用了大量的计算机模擬和建模，以減少原型設計以及測試的時間和開支。該計劃還採用了“螺旋式發展”的方法，由此武器和彈藥在每個階段鋪開或是“螺旋”，每個階段產生一個從以前的螺旋改進而成的新型版本。在一次競標中從各公司的設計理念以下選定，到了最後留下了由AAI公司為首領導的研究小組的所屬公司作為武器系統的研發商。該公司具有凝聚力強大的團隊，並且與政府的支持相結合，以確保成功。並行研發的兩款彈藥類型意味著，如果無殼彈藥的努力成功的話，與應用複合彈殼式武器的大部分研發工作當中所獲得的相關成果都可能會被應用到它身上；而如果無殼彈藥的努力失敗的話，應用複合彈殼式武器亦有可能獲得自身的成功。

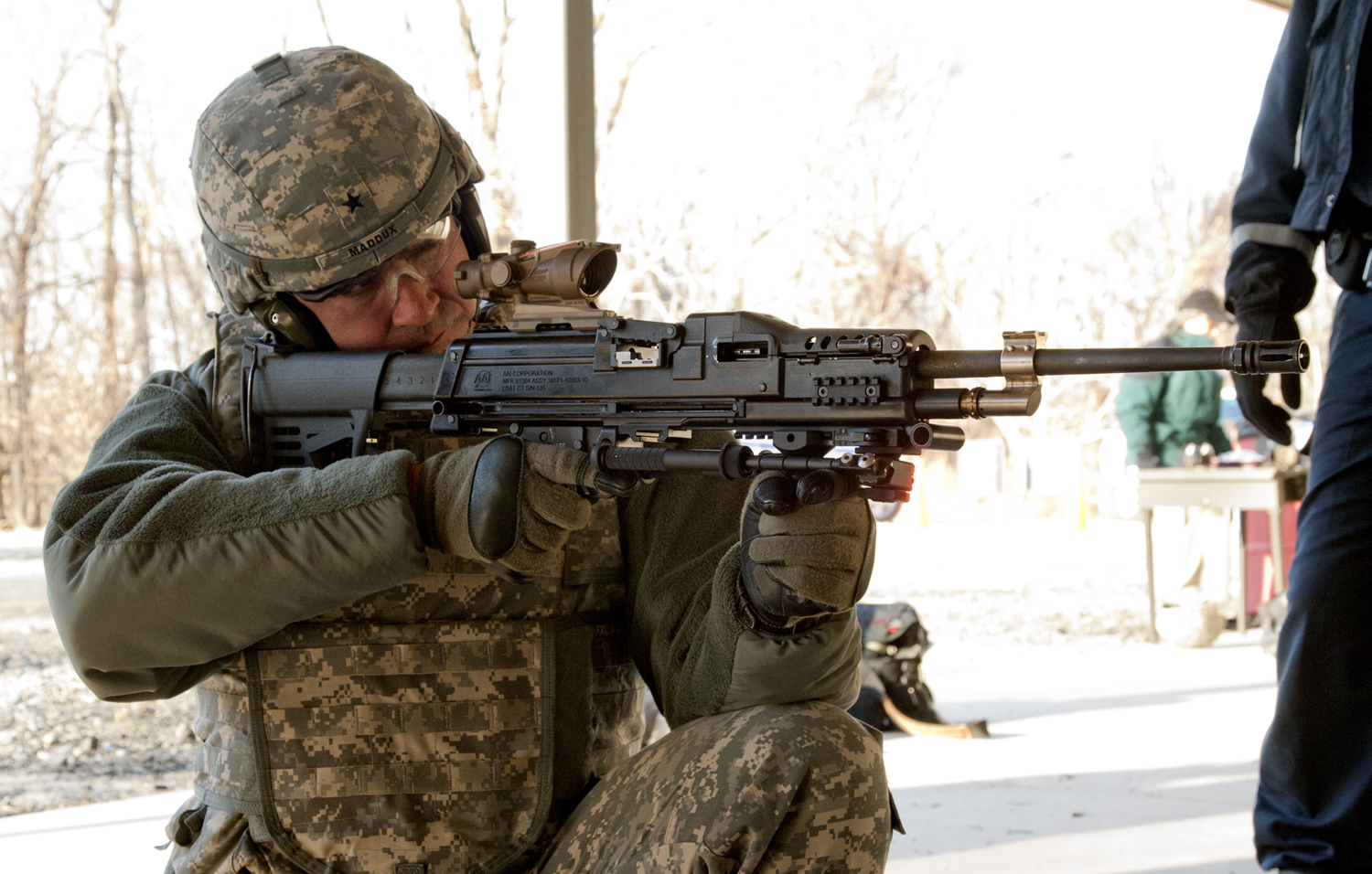
皮卡汀尼高級指揮官和PEO彈藥負責人喬納森· A.馬達克斯準將正在皮卡汀尼兵工廠首度試射LSAT。

## 設計
LSAT輕機槍的構建達成了44％和43％的減重（分別是塑料彈殼埋頭式彈藥和无壳弹药武器衍生型）。而它的次要目標也已達到：該輕機槍有著改善戰場效益的潛力（由於武器結構更為簡單和槍機更為一致，其重量輕，其後座力低，其槍管更硬）；其使用的後座力補償器（例如與長行程活塞傳動系統）在可控性方面產生了正面的反饋；較為簡單的機構使輕機槍更為可靠和更容易維護；剩餘彈數計數器亦已經被整合，以提高可維護性，而武器亦能夠接受其他電子設備和武器；在膛室和槍管方面使用了改進的材料，並且以減少武器的熱負荷；以及武器成本相當於現有的M249。標準型LSAT輕機槍的空槍重量為9.4磅（4.26公斤），比一挺重量為17.6磅（7.98公斤）的標準型班用自動武器為輕。塑料殼埋頭彈藥的重量比起黃銅彈殼彈藥減少了40％，所以LSAT的100發彈鏈重量約為2磅（0.91公斤），比相同彈數的黃銅彈殼彈鏈的3.3磅（1.50公斤）為輕。
LSAT輕機槍的設計為一挺傳統型佈局機槍。它有幾個有利於其用作輕機槍的特徵，例如快速更換槍管、一個通風型前握把、彈鏈供彈機構、根據規定採用彈藥袋，以及發射速率大約為650發／分鐘。其他的功能還包括其輕量化槍身、彈藥計數器，以及實現並且使用開槽化與專門化合金的高剛性及耐熱性槍管。發射時，武器的膛室會隨繞著的樞軸縱向旋轉擺動著；隨著樞軸從水平平行（射擊位置）向下擺動至垂直平行（供彈位置），然後再次向上擺動返回。而長行程氣動式活塞則是用來操作這個槍機。子彈在膛室處於供彈位置時以撞錘送入膛室，而新一發子彈也可用以推動打空的彈殼或啞彈到膛室的盡頭外。這樣的彈殼會與槍管平行以下向前推進，並且從槍身一側上的一個獨立的機構滑動拋出。這整個槍機的優點包括它的設計簡單，它使得膛室與來自槍管的熱量得以分隔，以及它對於子彈從抽殼到拋殼的運動有著正面的控制。在該武器為發射无壳弹药版本時，則會採用另外一種機構，在發射的過程中將膛室閉鎖，該佔比令無殼彈藥版本的重量略有增加。

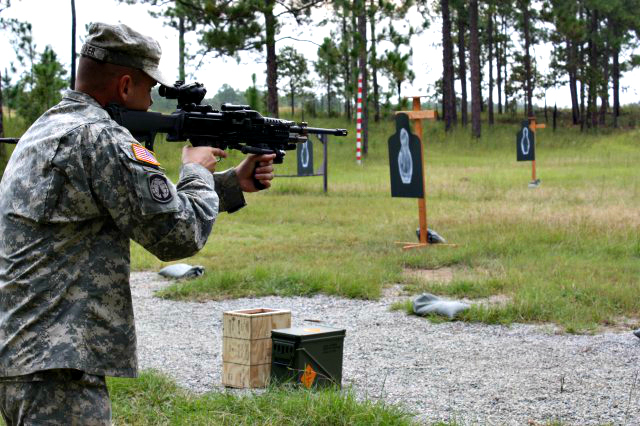
一名士兵在喬治亞州班寧堡的一個軍事單位評估中使用LSAT輕機槍對近距離目標試射。

## 測試
在2011年年底，大約20名美軍士兵參與了位於喬治亞州的訓練基地班寧堡的對LSAT輕機槍為期兩個星期的評估，證明其性能可與M249 SAW匹敵。在一次測試中，一半的士兵們裝備了SAW，而一半則是LSAT，在全副武裝以下行軍越野6公里（6,561.68码，19,685.04英尺），然後向目標射擊，以測量壓力和肌肉疲勞。而另一個測試中，士兵們在穿著全身護甲和基本負載彈藥以下，短途疾跑200公尺（218.72码，656.17英尺），然後迅速地對近距離的目標射擊。在第三個星期，所涉及的是讓第75游騎兵團的士兵們參加一場在城市環境進行小隊機動實彈演習。來自參與士兵的反饋意見都表示對LSAT倍受青睞，其重量更輕，後座力明顯降低。士兵指出LSAT的精度比M249更優秀。半自動射擊的選擇使得使用機槍作室內壓制戰變得更為可行。一名遊騎兵甚至表示LSAT的表現比特種作戰部隊當前所使用的Mk 46輕機槍更為優秀。19名參加此項評估的士兵當中有15名評論，他們寧願在戰鬥中使用LSAT而非SAW。LSAT LMG比21.5磅（9.75千克）的SAW要輕41％及其彈藥體積要低12％，從而使所有攜帶它參與機動林地障礙訓練場的士兵更快完成訓練。參與者使用LSAT時還花了更少的時間將他們的機槍歸零；一名士兵多次未能將其SAW準確地歸零，但在LSAT上卻第一次嘗試的成功歸零。LMG的使用者在完成進程所需的平均時間，比SAW的使用者還要快上了1分鐘11秒，這是由於其長度較短、可調節槍托和更輕便的彈藥給予了更多的機動性。當射擊的時候，機槍手覺得幾乎沒有從LSAT輕機槍感覺到後座力。8挺原型武器發射了合共25,000發子彈，使得埋頭彈藥被歸類為美国国防部技术就绪指数的第7級。
在2013年8月，LSAT輕機槍會在本寧堡的美國陸軍已卸載非聯網實驗中（英語：Dismounted Non-Networked Experiment，簡稱：DNNE）進行評估。它將於2013年9月24日在本寧堡的活動的多個項目之中展示美國陸軍所有的最新型個人和小隊套件的發展。7挺LSAT輕機槍和9,700發子彈獲發配給參與一系列範圍的三支步槍小隊和一支武裝小隊。由於其減小了尺寸和重量的負擔，射手在所有射程以內的殺傷力都有所增加、打擊速度更快、打擊位置更出色，以及機動性有所增加，並且使得站立和跪姿射擊精密度得以提高。

## 未來的改進

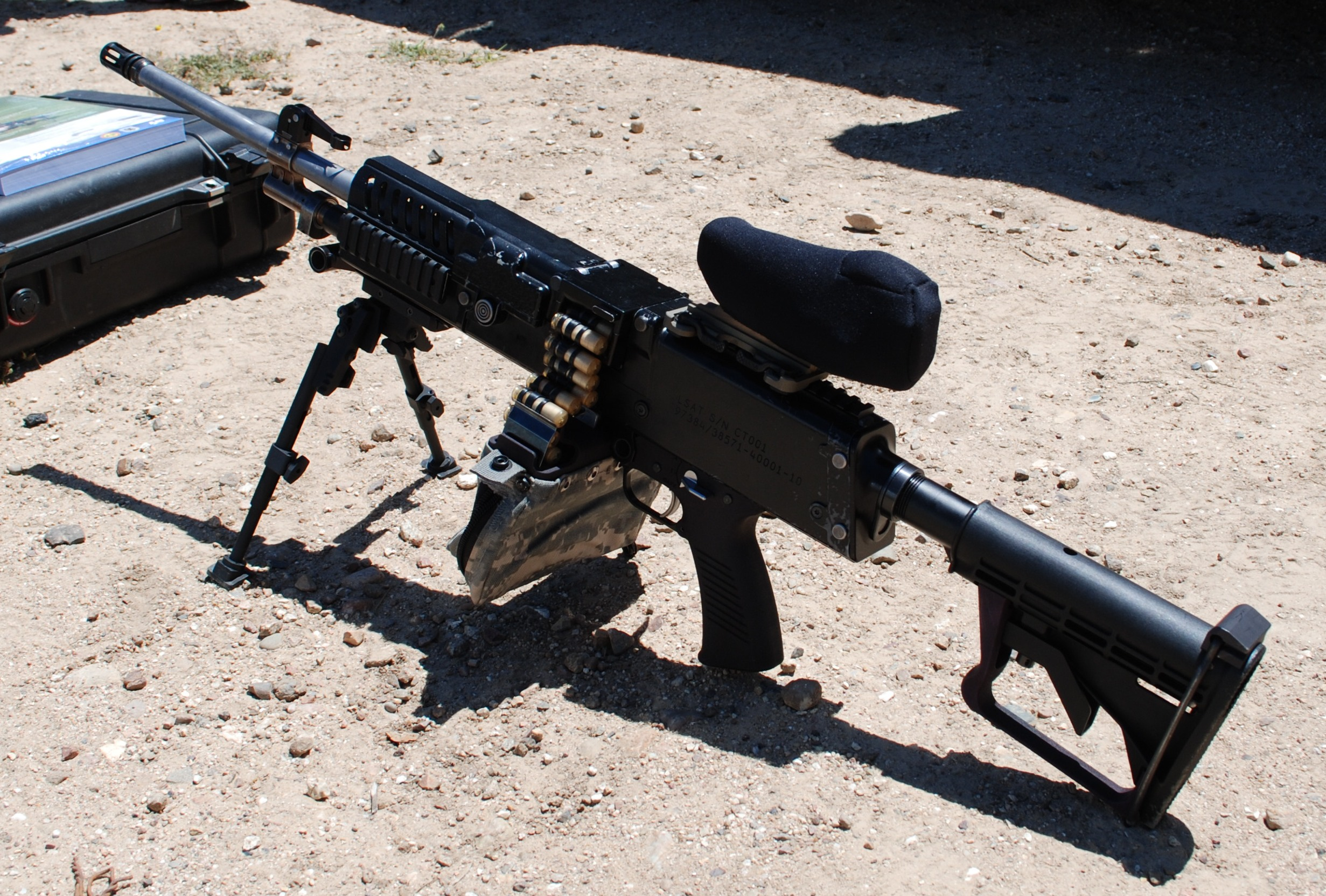
發射无壳弹药的LSAT輕機槍。

設計師計劃對LSAT輕機槍作進一步改善。這些措施包括改進彈丸的技術，例如環保子彈和子彈大小的變化，以提高戰鬥力，以及一體化電子設備，例如剩餘彈數計數器、雷射瞄準器、光学瞄准镜、测距仪、以及彈著補助（簡稱：BDC）。美国陆军正在尋求塑料殼埋頭彈藥衍生型。沿著這個發展迄今為止是遙遠的，而且他們說，可能會在兩年以內（2014年）在明確的支持以下列裝一挺新型的輕機槍。而美国海军陸戰隊則是尋求无壳弹药衍生型，但由于研發程度較低，將有可能需要數年時間完善。而縮短4英寸（101.6毫米）的槍管和可折疊及伸縮式槍托的緊湊型版本也正在研發。
在2014年5月14日，德事隆系統被授予一項為期兩年、合共$5,700,000的合同工作，其中包括研製7.62×51毫米北约口徑彈殼埋頭式彈藥和操作機構，以整合到LSAT機槍並創造一挺輕量級7.62毫米版本機槍。2015年特種作戰部隊工業會議以上，德事隆系統公佈了他倆們的7.62毫米彈殼埋頭式彈藥機槍設計。重量為14.5磅（6.6千克），比22磅（10.0千克）的M240L輕便近8磅（3.6千克），比27磅（12千克）的M240B輕便得多。預計將於2016年秋季準備製成一挺可射擊的原型。

### 2016年的發展
2016年期間，LSAT計劃將7.62毫米口徑輕機槍升級為TRL 7，並且進行了範圍測試。它還完成了7.62毫米口徑彈殼埋頭式彈藥的6.5毫米口徑的進一步衍生產品的研發，並進行過測試。2016年底，該計劃已證明了它能達到減重目標，並轉向在更長距離更有威力的6.5毫米口徑彈藥。

### 2018年的發展
2018年7月，美國陸軍宣布了一項新而不同的計劃，以研發可取代M249班用自動武器的輕機槍，六家公司在競標中需要研發次世代班用自動步槍（NGSAR），用作新型班用自動武器，以及為其研發至少減輕20％的彈藥。次世代班用自動步槍計劃旨在有效地取代輕量化輕兵器技術計劃。

## 流行文化

### 电影
- 2015年—：現身於Tetravaal軍械庫。

### 電子遊戲
- 2007年—《穿越火线》：型號為塑料彈殼埋頭式（英语：Telescoped ammunition）彈藥衍生型，命名為「LSAT」，无军衔限制，可使用18000GP购买并永久使用。
- 2011年—：资料片「正面交鋒」（Close Quarters）武器之一。型號為塑料彈殼埋頭式（英语：Telescoped ammunition）彈藥衍生型，命名為「LSAT」，發射5.56毫米CT子彈，載彈量100發（聯機模式時可使用改裝：擴充彈匣增至200發），初始攜彈量為200發，最高攜彈量為400發，預設具有兩腳架。為聯機模式「支援兵」（Support）的解鎖武器包武器之一，於完成任務「空白點」（使用C4殺敵10人以及使用軍刀背刺10人）以後解鎖，被歸類為輕机槍，並可以使用LSAT海軍藍數位塗裝、LSAT數位林地塗裝、M145（放大3.4倍）、消焰器、擴充彈匣、戰術燈、光電瞄準鏡、前握把、雷射瞄準器、反射式瞄準鏡、消音器、紅外線夜視鏡（紅外線放大1倍）、ACOG（放大4倍）、PK-A（放大3.4倍）、PKA-S、內紅點瞄準鏡。
- 2012年—：型號為无壳弹药衍生型，命名為「LSAT」，以150發彈鏈裝在彈箱內供彈，配備伸縮式槍托，奇怪地不能像其他槍械般伸縮調節。可以使用固定式槍托（以AR-15型LE槍托為藍本）、前握把、原廠機械瞄具、光学瞄准镜、燃燒彈藥。
- 2012年—：型號為无壳弹药衍生型，命名為「LSAT」，序列號是102473，載彈量100發（聯機模式時可使用改裝：延長彈匣增至135發），初始攜彈量為300發（戰役模式）、200發（聯機模式）和400發（殭屍模式），最高攜彈量為700發（戰役模式）和400發（聯機模式和殭屍模式）。戰役模式之中由美國海豹第六小隊、「核心之日」所屬的僱傭兵（Mercs）以及也门民兵所使用；聯機模式時於等級13解鎖，並可以使用EOTech全息瞄準鏡、前握把、全金屬披甲彈（英语：Full metal jacket bullet）、反射式瞄準鏡、快速抽出握把、目標搜索器、可調節槍托、ACOG、激光瞄準器、消音器、可變倍率式瞄準鏡（狙擊鏡）、延長彈匣、混合式光學瞄準鏡、射速增加、雙波段式瞄準鏡；殭屍模式時以2,000點打開神秘箱取得，亦有一款衍生型稱作「FSIRT」，載彈量仍為100發，最高攜彈量提升至600發，並可以使用目標搜索器、前握把、反射式瞄準鏡、ACOG光學瞄準鏡。
- 2013年—：型號為塑料彈殼埋頭式彈藥衍生型，命名為「LSAT」（中文版則命名為「LSAT輕機槍」），發射5.56×45毫米LSAT子彈，載彈量100發，初始攜彈量為200發，最高攜彈量為300發（攻擊裝備等級2：彈藥），預設具有兩腳架。單人模式之中可由美国海军陆战队精英小隊「墓碑」隊長丹尼爾·雷克（Daniel Recker）所使用；多人聯機模式時為「支援兵」（Support）的解鎖武器包武器之一，於達到11,000點輕機槍得分時才能解鎖，被歸類為輕機槍，並可以使用全像、放大鏡（放大2倍）、防火帽、寛型握把、M145（放大3.4倍）、雷射瞄準器、制動器、反射式、手電筒、舒適握把、消音器、ACOG（放大4倍）、直角握把、重型槍管以及七件戰鬥包附件（FLIR（紅外線放大2倍）、稜鏡（放大3.4倍）、JGM-4（放大4倍）、土狼、消焰器、折疊握把、馬鈴薯握把、直立握把、綠點雷射瞄準器、紅外線夜視鏡（紅外線放大1倍）、眼鏡蛇、LS06消音器、PBS-4消音器、雷射／燈光組合、PKA-S、PK-A（放大3.4倍）、PSO-1（放大4倍）、R2消音器、戰術燈、三光束雷射、HD-33當中之七）。
- 2013年—：型號為无壳弹药衍生型，命名為「LSAT」，動物型迷彩槍身，載彈量100發（聯機模式時可使用改裝：延長彈匣增至150發），初始攜彈量為300發（戰役模式）和100發（聯機模式），最高攜彈量為400發（戰役模式）和300發（聯機模式）。戰役模式之中由美國精銳部隊「魅影」（Ghosts）成員勞根·沃克（Logan Walker）和敵軍「聯邦」（Federation）所使用；聯機模式時可以使用紅點鏡、可變倍率反射式瞄準鏡、ACOG光學瞄準鏡、全息瞄準鏡、可變倍率反射式瞄準鏡、熱能探測混合式瞄準鏡、追踪器瞄準鏡、消焰器、消音器、制退器、前握把、槍管下掛式霰彈槍、槍管下掛式榴弹发射器、延長彈匣、穿甲彈、射速增加。
- 2014年—：型號為无壳弹药衍生型，命名為「Pytaek」，以100發（聯機模式可使用改裝：延長彈匣增至150發）彈鏈供彈，初始攜彈量為100發（戰役模式和聯機模式），最高攜彈量為300發（戰役模式和聯機模式）；另外具有相當獨特的全息投影照門。戰役模式之中由美国海军陆战队和反科技恐怖組織KVA所使用；聯機模式時於等級1解鎖，並可以使用紅點鏡、混合式瞄準鏡、自动对焦瞄準鏡、目標增強瞄準鏡、熱成像儀、ACOG光學瞄準鏡、雷射瞄準器、前握把、槍托、追踪器、消音器、抛物线麦克风、快速抽出握把、先進膛線、延長彈匣、射速增加。

## 資料來源
1. 1 2 3 4 5 6 7 8 9 10  Bruce, Robert. . 美國槍手 (National Rifle Association).   [2013-10-16]. （原始内容存档于2009-01-24）.
2. 1 2 3 4 5 6 7  Spiegel, Kori; Paul Shipley.  (PDF). . National Defense Industrial Association. 2008-05-21  [2013-10-16]. （原始内容 (PDF)存档于2017-01-10）.
3. 1 2  New Compact LSAT LMG （页面存档备份，存于） - Kitup.Military.com, September 26, 2012
4. 1 2  . Office of the Secretary of the Army. February 2007  [2013-10-16]. （原始内容存档于2016-03-05）. |volume=被忽略 (帮助)
5. ↑  Spiegel, Kori; Paul Shipley.  (PDF). .   [2013-10-16]. （原始内容存档 (PDF)于2009-04-24）.
6. 1 2  Textron Unveils Ultra-Light 7.62mm Machine Gun Effort （页面存档备份，存于） - Kitup.Military.com, 20 May 2015
7. 1 2  The 9 Pound LMG （页面存档备份，存于） - Militarytimes Gearscout.com, November 7, 2012
8. ↑  Christou, Kris.  (PDF). . National Defense Industrial Association. 2005-05-17  [2013-10-16]. （原始内容 (PDF)存档于2010-08-27）.
9. ↑  .   [2013-10-16]. （原始内容存档于2008-05-20）.
10. ↑  New light machine gun aims to 'SAW' Soldiers' load （页面存档备份，存于） – Picatinny Arsenal, November 4, 2011
11. ↑  Soldiers prefer lighter machine gun during assessment （页面存档备份，存于） - Army.mil, 23 May 2014
12. ↑  AAI Awarded $2.05 Million Contract for Continued Lightweight Small Arms Technologies Development （页面存档备份，存于） - AAICorp press release, 6 August 2013
13. ↑  Army to Show Off Newest Infantry Toys （页面存档备份，存于） - Kitup.Military.com, 6 September 2013
14. ↑   (PDF).   [2018-08-17]. （原始内容 (PDF)存档于2017-01-10）.
15. ↑  Caseless ammo could cut 25 lbs. from gear （页面存档备份，存于） – Militarytimes, May 21, 2012
16. ↑  Textron Systems' Light Armaments Team to Develop Lightweight, Cased-Telescoped Small Arms for U.S. Army （页面存档备份，存于） - Marketwatch.com, 14 May 2014
17. ↑  Army Awards Contract for 7.62mm LSAT （页面存档备份，存于） - Kitup.Military.com, 6 June 2014
18. ↑  Phillips, Kori; Shipley, Paul.  (PDF). DTIC. 2016-04-27  [2017-03-28]. （原始内容存档 (PDF)于2017-05-04）.
19. ↑  Fitch, Nathaniel. . The Firearms Blog. 2017-03-24  [2017-03-28]. （原始内容存档于2020-11-11）.
20. ↑  . Popularmilitary.com. 2018-07-12  [2018-07-12]. （原始内容存档于2018-07-13）.

## 外部連結
- （英文）—MarineCorpsTimes.com: Caseless ammo could cut 25 lbs. from gear[永久]
- （英文）—LSAT Brochure （页面存档备份，存于）
- （英文）—Modern Firearms—LSAT machine gun （页面存档备份，存于）
- （英文）—The Firearm Blog.com— 
  - LSAT light machine gun and rifle （页面存档备份，存于）
  - Army to test LSAT Machine Guns （页面存档备份，存于）
  - Guns Using Cased, Telescoped Ammunition （页面存档备份，存于）
  - Textron Inc. Awarded $2 million Contract To Work on LSAT Machine Gun Ammunition （页面存档备份，存于）
  - Textron’s LSAT Program Unveils 7.62mm Plastic-Cased Machine Gun Mockup （页面存档备份，存于）
  - How Can We Break The Small Arms Plateau? （页面存档备份，存于）
  - An Analysis of the Soldier’s Load with 6.5mm Cased Telescoped Ammunition (Part 1) （页面存档备份，存于）
  - An Analysis of the Soldier’s Load with 6.5mm Cased Telescoped Ammunition (Part 2) （页面存档备份，存于）
- （英文）—Tactical-Life.com—U.S. ARMY’s Lighweight Small Arms & Ammo Technologies （页面存档备份，存于）
- （英文）—Military Times GearScout－LSAT: The 9 Pound LMG
- （英文）—Strategy Page.com－Ultra-Light Machine-gun Passes Tests （页面存档备份，存于）
- （英文）—Defense Update.com－Lightweight Small Arms Technology (LSAT)
- （英文）—Homemade Defense－Rare Weapons - LSAT -Lightweight Small Arms Technologies  （页面存档备份，存于）
- （简体中文）—D Boy Gun World（槍炮世界）—LSAT轻机枪 （页面存档备份，存于）